# Köln (Schiff, 2022)
Die Köln ist eine Korvette der Deutschen Marine der Braunschweig-Klasse. Sie ist die sechste Einheit dieser Klasse und das erste Schiff des zweiten Bauloses, das aus fünf Einheiten besteht.
Der erste Stahlschnitt erfolgte Anfang Februar 2019 durch die Lürssen Werft, die Kiellegung in der Peene-Werft in Wolgast am 25. April desselben Jahres. Getauft wurde die Köln am 21. April 2022 am Werft-Pier von Blohm + Voss in Hamburg durch die Oberbürgermeisterin der Stadt Köln Henriette Reker.
Obwohl sich die Indienststellung weiterhin verzögert, vorgesehen war der Oktober 2022, ist die Köln im November 2023 für acht Monate in den Marinestützpunkt Hohe Düne verlegt worden. Der dortige Aufenthalt soll für die Ausbildung der Besatzung an den neuen Waffensystemen genutzt werden. Eine Einsatzbereitschaft wird für 2025 erwartet.